# Dommartin-Lettrée
Dommartin-Lettrée es una comuna francesa situada en el departamento de Marne, en la región de Gran Este. Tiene una población estimada, a inicios de 2021, de 160 habitantes.

## Demografía
| 214 | 216 | 166 | 179 | 169 | 153 | 160 |
| Para los censos de 1962 a 1999 la población legal corresponde a la población sin duplicidades (Fuente: INSEE [Consultar]) |     |     |     |     |     |     |